# Atari Word Processor
Atari Word Processor é um programa de processamento de texto para os computadores Atari de 8 bits, anunciado pela Atari, Inc. em janeiro de 1981 e lançado no verão do mesmo ano. O programa era avançado para a sua época, oferecendo várias funcionalidades, como sobrescritos e esquemas de duas colunas. Era também bastante complexo, com uma longa lista de teclas de controle para operações básicas e menus baseados em texto para as mais complexas. Deixava pouca memória livre após o carregamento, de modo que os documentos mais extensos precisavam ser armazenados em arquivos separados, com cerca de uma página cada, e a impressão exigia um longo processo de reformatação, uma vez que os arquivos eram unidos.
Os requisitos técnicos eram exigentes: o programa necessitava de 48 kB de RAM, de pelo menos uma unidade de disquete e de um adaptador de porta paralela externa para conectar uma impressora matricial. O suporte limitado das máquinas e os requisitos exigentes levaram a Atari a lançar o AtariWinter no ano seguinte, com o lançamento das máquinas da série XL. O AtariWinter oferecia a maior parte das funcionalidades do Atari Word Processor, mas era muito mais fácil de utilizar e era fornecido em um único cartucho de ROM de 16 kB, utilizado em toda a linha.

## História
Os primeiros computadores Atari de 8 bits, o 400 e o 800, começaram a ser comercializados em novembro de 1979. A ideia original de ter dois modelos na linha era vender o 800 no mercado profissional, então dominado pelas máquinas CP/M e pelo Apple II, enquanto o 400 se destinava ao público infantil, à educação e aos jogos. Muito pouco software empresarial estava disponível no lançamento, e as máquinas ganharam, de acordo com a história da Atari, a reputação de serem consolas de jogos aprimoradas.
Após um ano, a empresa concluiu que seria necessário disponibilizar software profissional para conseguir vender o 800 no mercado empresarial. Entre os muitos programas utilizados no CP/M, o processamento de texto havia se tornado uma força significativa, e o WordStar se estabeleceu como um mercado importante por si só. Sem um sistema comparável disponível na sua plataforma, a Atari anunciou na Consumer Electronics Show (CES) de inverno, realizada em 8 de janeiro de 1981, que iria lançar seu próprio sistema. O programa foi mencionado pela primeira vez na edição de março/abril de 1981 da revista ANALOG Computing [en] e foi lançado no verão daquele ano. Normalmente, o preço era de 149 dólares, mas, entre 1º de setembro e 31 de outubro, foi oferecido gratuitamente a quem comprasse uma unidade de disco 800 e  810.
O programa funcionava apenas no Atari 800 com 48 kB de RAM e ROMs "B" do sistema operacional, que representavam a grande maioria da produção do modelo 800. Ele poderia funcionar no Atari 400 se fosse expandido para 48 kB, mas isso não era oficialmente suportado e anulava a garantia do computador. Também era necessário pelo menos uma unidade de disco e, para imprimir, o Módulo de Interface 850 junto com uma impressora compatível baseada na porta Centronics, como a Atari 825.
Com a introdução do 1200XL em 1983, a Atari precisava de um novo processador de texto que funcionasse com o sistema operacional e a memória expandidos. Em vez de atualizar o Atari Word Processor, a empresa contratou o autor de um produto de terceiros bem recebido e lançou o totalmente novo AtariWriter. Este era fornecido no formato de um cartucho ROM de 16 kB, que funcionava em toda a linha Atari, mesmo com apenas 16 kB de RAM.

## Descrição
O programa era fornecido em dois disquetes: um, protegido contra cópias, contendo o programa propriamente dito, e outro, desprotegido, com vários exemplos de documentos para formação. Incluía também uma cassete com uma longa gravação de áudio utilizada como auxílio de formação. O conjunto de manuais estava dividido em três partes: uma referência alfabética, um guia de formação e uma referência rápida de uma folha. O conjunto resultante era acondicionado em uma pasta de três anéis, projetada para ser colocada sobre uma secretária e facilitar a consulta. Caso o disco original do programa deixasse de funcionar, não havia opção de reposição, pois a Atari não oferecia substitutos a preços acessíveis.
O movimento e a edição básicos eram feitos por meio de uma extensa lista de teclas de controle. O movimento básico do cursor não usava as teclas direcionais, nem seguia o padrão do WordStar, apesar de ser o padrão da época. A edição mais complexa e outros comandos eram acessados por menus de vários níveis, aos quais se tinha acesso pressionando a tecla Escape e retornando ao editor com o comando Edit.
As máquinas Atari estavam limitadas a um display de 40 colunas, o que dificultava a edição de documentos mais práticos. A solução, nesse caso, recorreu ao sistema de deslocamento horizontal assistido por hardware do sistema, que movia o texto conforme o cursor se deslocava em uma disposição de 80 ou 132 colunas. Um segundo sistema de ajuda à formatação era um modo de pré-visualização de impressão que exibia uma página inteira em formato comprimido, utilizando o modo gráfico de alta resolução do Atari para dar uma indicação da disposição geral. Este modo era ativado pressionando a tecla de função SELECT.
Os 48 kB de RAM das máquinas, combinados com o grande tamanho do programa e a necessidade de carregar o DOS, deixavam apenas cerca de 10 kB de memória livre. Isso limitava o comprimento dos documentos que podiam ser trabalhados a cerca de 100 linhas, ou aproximadamente uma página. A quantidade de memória livre era indicada por uma barra que se movia para a esquerda à medida que mais texto era adicionado, sugerindo que um novo documento fosse iniciado assim que a linha atingisse a metade esquerda da tela. Isso significava que documentos mais longos precisavam ser divididos em partes de uma página cada, e o sistema incluía uma funcionalidade que combinava os vários arquivos para impressão. O formato de densidade única e de face única utilizado pelos discos permitia que eles contivessem cerca de 60 páginas.
O Atari Word Processor não suportava nenhuma das impressoras de roda de margarida disponíveis na época, sendo compatível apenas com impressoras matriciais, como a Atari 825 (uma Centronics 737 renomeada) ou a amplamente recomendada Epson MX-80 [en].

## Recepção
Uma das maiores análises do produto apareceu na edição de maio de 1982 da renomada revista InfoWorld. O crítico, Robert DeWitt, que viria a ser mais conhecido como editor da revista Antic [en], ficou especialmente impressionado com o ecrã de pré-visualização, que "mostra com precisão a disposição do texto atual. Também exibe as posições das margens, a localização atual da janela e do cursor, além de informações de formatação". Ele também elogiou várias características menos comuns, como o suporte a sobrescrito e subscrito, a disposição em duas colunas e o texto comprimido e expandido. No entanto, não ficou impressionado com o scrolling e achou mais fácil definir as margens na posição 38 e, em seguida, repor a posição 80 imediatamente antes de imprimir. O arquivo de exemplo que criou tinha 10 páginas e levou 15 minutos para ser reformatado e impresso. A análise classificou cada categoria de avaliação como "boa" ou "excelente", mas concluiu que "não se trata realmente de um sistema comercial ou de produção".
Jon Loveless, escrevendo na edição inaugural da Antic, iniciou sua análise comparativa chamando o Atari Word Processor de “o mais sofisticado e poderoso dos três programas comparados”. Ele observou que o programa "faz um excelente trabalho de compensação para o ecrã de 40 colunas" e elogiou o uso do ecrã de deslocamento e do modo de pré-visualização. No entanto, também escreveu que o programa “parece muito complicado” e que operações simples, como imprimir o documento, exigiam quatro níveis de navegação no menu, enquanto a reformatação e a paginação exigiam cinco.
Uma outra análise comparativa na Creative Computing [en] chegou a uma conclusão semelhante. Philip Good afirmou: “O Atari Word Processor tem o melhor editor de texto dos três processadores de texto em tela cheia, se você conseguir descobrir como usá-lo.” Isso foi dificultado pela documentação, que, embora extensa, era "completamente incompreensível". Os manuais combinados eram mais inconvenientes (e volumosos) do que qualquer um dos mais de sessenta manuais que ele havia analisado recentemente. Para ilustrar a complexidade, enumerou as instruções necessárias para apagar um bloco de texto, dizendo: “Vê, é tão fácil como a, b, c, d, e, f, g, h, i, j, k, l” e prosseguiu, mencionando que para mover um bloco de texto eram necessários 28 passos.
Uma análise posterior do seu substituto, o AtariWriter, iniciou-se com um resumo do Atari Word Processor, afirmando que "era um processador de texto bastante caro, com um enorme número de funções e características", mas que, embora "fosse muito versátil, também era bastante pesado".